# 北海道道1061号旭岱鳥山線

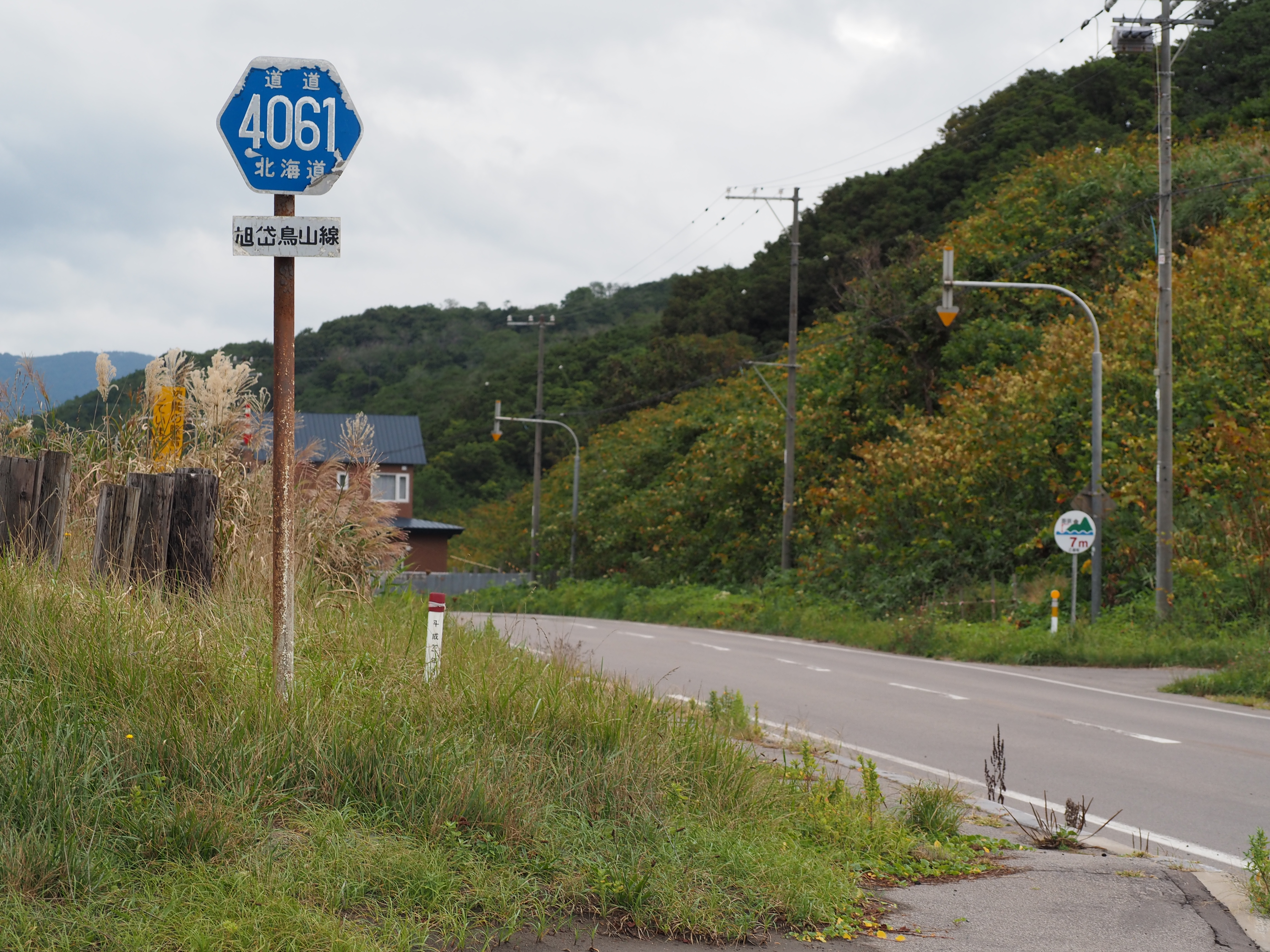
北海道道1061号旭岱鳥山線

北海道道1061号旭岱鳥山線（ほっかいどうどう1061ごう あさひたいとりやません）は、北海道爾志郡乙部町内を結ぶ一般道道（北海道道）である。冬期通行止め区間がある。

## 概要
この路線は約3分の1の区間が未舗装であり、通行には注意を要する。

また、地図によってはその先の道が山間部で北海道道573号桜野野田生停車場線と繋がっているように描かれているものがあるが、山間部は廃道と化しており現実の通り抜けは不可能である。

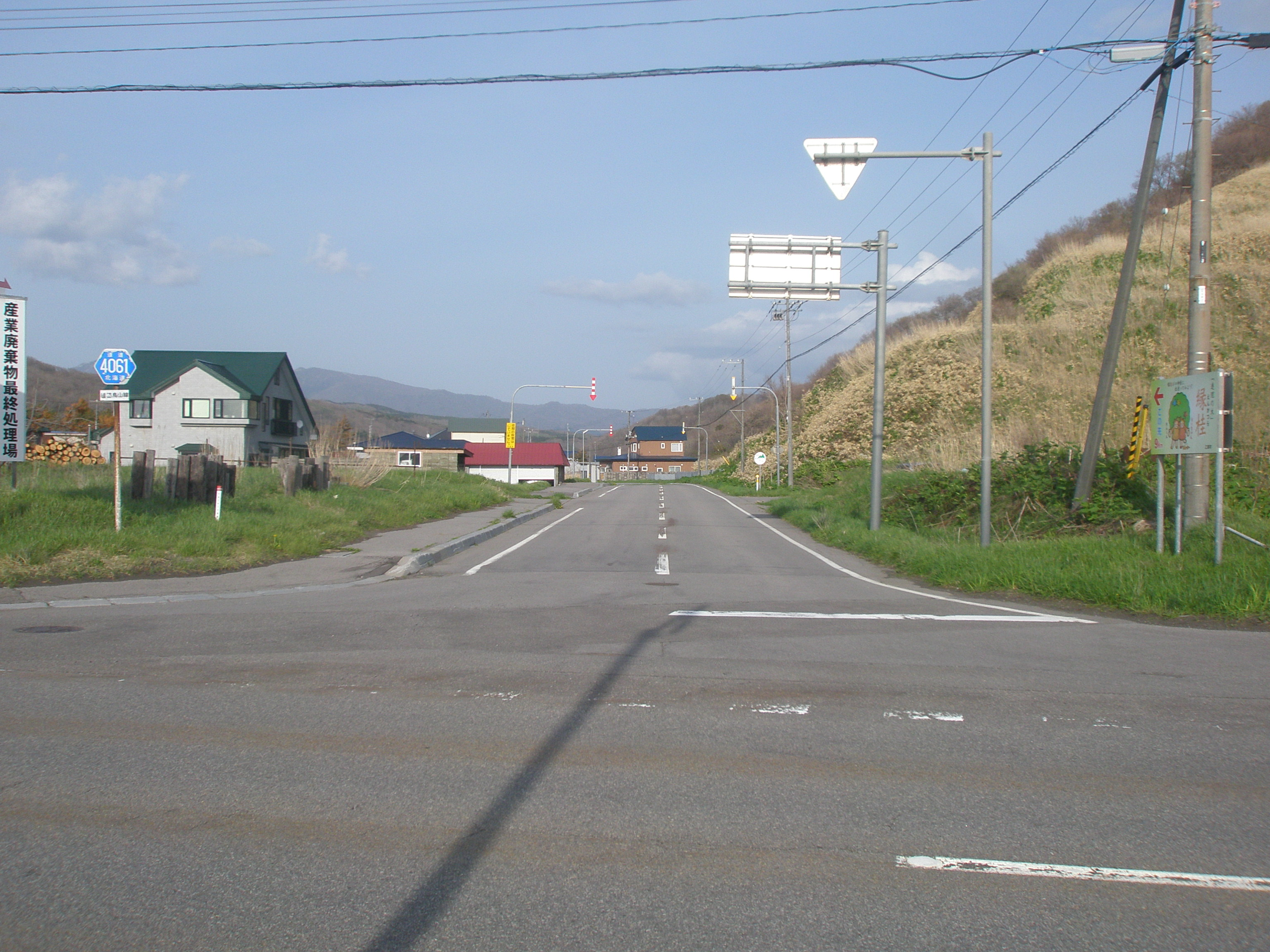
北海道道1061号旭岱鳥山線・終点（国道229号・鳥山側から）道道番号標識には「4061」と表記されている

### 路線データ
- 起点：北海道爾志郡乙部町旭岱
- 終点：北海道爾志郡乙部町鳥山（国道229号交点）
- 総延長：12.567 km
- 実延長：12.556 km
- 重用延長：0.011 km
- 未舗装延長：4.028 km

## 歴史
- 1985年（昭和60年）3月30日 - 路線認定[1]。
- 1993年（平成5年） - 路線新設工事を実施し、終点箇所を変更[2]。旧道部分は町道となった。
- 2021年（令和3年）6月6日 - 国道229号線乙部町館浦-鳥山間（館の岬トンネル小樽側出口付近）で約7,000立方メートルの土砂が崩落し不通になった。現道による応急復旧が困難であることから、道路管理者である北海道開発局は、迂回ルートとして乙部町緑町から鳥山を結ぶ北海道道460号乙部厚沢部線・乙部町道姫川富岡線・当路線（一部区間を除く。）の迂回路区間を2021年（令和3年）8月20日から国道229号に編入して対処している。[3]

## 路線状況

### 冬期交通規制（通行止め）
- 乙部町字旭岱806番2地先（起点） - 乙部町字姫川863番地先（旭岱ゲート、町道千岱野線交点）
区間延長：3.8 km

### 道路施設

#### 主な橋梁
- ナガノリバシ（26 m、姫川、乙部町姫川-乙部町旭岱）
- 菖蒲谷地橋（15 m、小茂内川、乙部町富岡）
- 小茂内橋（20 m、小茂内川、乙部町鳥山）

## 地理

### 通過する自治体
- 檜山振興局
  - 爾志郡乙部町

### 交差する道路
乙部町
- 国道229号 - 鳥山（終点）

### 沿線にある施設など
乙部町
- 生命の泉 こもないの水 - 鳥山
- 富岡スキー場 - 富岡